# Wereldelftal van de twintigste eeuw
Het wereldelftal van de twintigste eeuw is een fictief elftal dat bestaat uit de beste voetballers van de betreffende periode. Bij het samenstellen van het elftal wordt meestal uitgegaan van een 4-4-2 of 4-3-3 formatie. Door de jaren heen hebben diverse instanties en tijdschriften hun eigen wereldelftal van de twintigste eeuw samengesteld.

## Wereldelftallen

### Placar
Samengesteld in 1981
- Lev Jasjin
- Djalma Santos
- Bobby Moore
- Franz Beckenbauer
- Nílton Santos
- Johan Cruijff
- Bobby Charlton
- Garrincha
- Pelé
- Alfredo Di Stéfano
- Ferenc Puskás

### World Soccer
Samengesteld in 1983
- Lev Jasjin
- Gerhard Hanappi
- Ernst Ocwirk
- Obdulio Varela
- José Leandro Andrade
- Juan Alberto Schiaffino
- Raymond Kopa
- Ferenc Puskás
- Alfredo Di Stéfano
- Pelé
- Stanley Matthews

### Federazione Italiana Giuoco Calcio
Samengesteld in 1988
- Gordon Banks
- José Leandro Andrade
- Bobby Moore
- Franz Beckenbauer
- Nílton Santos
- Johan Cruijff
- Giuseppe Meazza
- Garrincha
- Pelé
- Diego Maradona
- Ferenc Puskás

### FIFA World CupAll-Time Team
Samengesteld in 1994
- Lev Jasjin
- Djalma Santos
- Bobby Moore
- Franz Beckenbauer
- Paul Breitner
- Johan Cruijff
- Bobby Charlton
- Michel Platini
- Garrincha
- Pelé
- Ferenc Puskás

### Planete Foot
Samengesteld in 1996
- Lev Jasjin
- Franco Baresi
- Franz Beckenbauer
- Paolo Maldini
- Johan Cruijff
- Michel Platini
- Marco van Basten
- Gerd Müller
- Pelé
- Alfredo Di Stéfano
- Diego Maradona

### Venerdì
Samengesteld in 1997
- Lev Jasjin
- Djalma Santos
- Franz Beckenbauer
- Paolo Maldini
- Johan Cruijff
- Giuseppe Meazza
- Juan Alberto Schiaffino
- Garrincha
- Pelé
- Alfredo Di Stéfano
- Diego Maradona

### FIFACentury Selection
Samengesteld in 1998
- Lev Jasjin
- Carlos Alberto
- Bobby Moore
- Franz Beckenbauer
- Nílton Santos
- Johan Cruijff
- Michel Platini
- Garrincha
- Pelé
- Alfredo Di Stéfano
- Diego Maradona

### Voetbal International
Samengesteld in 1999
- Lev Jasjin
- Carlos Alberto
- Franz Beckenbauer
- Frank Rijkaard
- Paolo Maldini
- Alfredo Di Stéfano
- Johan Cruijff
- Diego Maradona
- Garrincha
- Pelé
- Romário

### FIFA World CupDream Team
Samengesteld in 2002
- Lev Jasjin
- Paolo Maldini
- Franz Beckenbauer
- Roberto Carlos
- Diego Maradona
- Zinédine Zidane
- Johan Cruijff
- Michel Platini
- Roberto Baggio
- Pelé
- Romário